# メッセサンオー
株式会社メッセサンオー（MESSE SANOH）は、東京都千代田区外神田（秋葉原）に本社を置いていたテレビゲーム・アダルトゲーム・同人ゲーム・アニメソフトの販売店である。

## 概要
前身は、1961年6月27日に設立された三桜無線株式会社という電器店。1969年7月30日に株式会社三桜に商号変更し、1980年代末時点で「三桜」の屋号でファミコン、パソコンソフトの専門店を営業。隣接する古川電気とともに秋葉原における老舗ゲーム専門店として知られた。同社は1990年5月26日に株式会社メッセサンオーを新設してファミコンを主力にしたアミューズメントショップに業態転換した。社名の由来は「『幕張メッセ（メッセ=見本市）』のように沢山の方々に来て頂きたい」という願いを込めたもの。
1987年にPCゲーム、1992年に同人ゲーム、1994年に同人誌、1996年に輸入ゲームの販売をそれぞれ開始し、2001年にはボーイズラブ系商品の販売も開始した。中古ゲームソフトの買取・販売も一時期行っていたが、中古ゲーム訴訟の影響で1999年3月に取り扱いを中止、中古専門店TRADERを設立して中古販売部門を分離独立させた。
2011年10月5日に、TRADERを運営する株式会社トレーダーを存続会社とした吸収合併により、会社としてのメッセサンオーが解散することが官報に公告された。同年12月21日には「合併のご挨拶」の張り紙がメッセサンオー本店店頭に貼り出され、2012年1月16日をもって合併する旨が告知された。
メッセサンオー店舗の今後について、業態等は変わらず営業していくという報道もあったが、最終的に2012年1月14日をもって閉店し、メッセサンオーは22年の歴史に幕を下ろした。同年1月16日から新品商品を取り扱う「トレーダー秋葉原4号店（TRADER4）」へ店舗名を変更して営業を継続していたが、トレーダー秋葉原3号店との統合により、2013年4月29日に閉店した。

## かつて存在した店舗
- 本店（コンシューマ館）
- PCゲーム館
- カオス館（2010年5月31日で旧所在地の店舗を閉店し、同年6月7日に本店2階へ移転[13]）
- 同人ソフト館（2011年6月に閉店し、本店、PCゲーム館、カオス館へ分散移転[14]）
- 同人誌館（2010年5月30日閉店[15]）
- OVERTOP（オーバートップ） - Amiga&秋葉原初のDOS/Vパーツ専門店。2005年2月末に閉店[16][17]。

秋葉原以外では2002年12月12日に大阪・日本橋に「大阪なんば店」（後にPCソフト館なんば店に改称）を出店したが、売り上げの不振で2005年8月31日に閉店している。

## 不祥事
2010年4月1日に、メッセサンオーPC通販部の1405名の顧客情報がGoogleの検索エンジンから閲覧可能になるという不祥事が発生した。検索エンジンのキャッシュデータは同年4月3日12時頃までに全て検索結果と共に削除されたが、発覚から約2日間に渡ってアダルトゲーム購入者の氏名・住所・電話番号・購入商品などの個人情報が大量に流出し、それが安易な検索方法で閲覧できたため、多くのネットユーザーの目に留まるという事態となった。問題発覚後、メッセサンオーは公式サイトに謝罪文を掲載し、被害者へはお詫びにクオカードを郵送した。なお、それに付随してネットショップのシステムを開発した会社であるWEBインベンターについても、問題発覚後の対応の仕方について指摘を受けている。